# Sierra-leonische Staatsangehörigkeit
Die sierra-leonische Staatsangehörigkeit ist die rechtliche Mitgliedschaft einer natürlichen Person zum sierra-leonischen Staat, der Republik Sierra Leone. 

## Rechtliche Grundlagen
Die rechtliche Grundlage der sierra-leonischen Staatsangehörigkeit bildet der The Sierra Leone Citizenship Act aus dem Jahr 1973, der unter anderem 1976, 2006 und 2017 (The Sierra Leone Citizenship (Amendment) Acts) angepasst wurde.
Zuständig für alle Angelegenheiten der Staatsangehörigkeit ist das Innenministerium Sierra Leones, das Ministry of Internal Affairs.

### Definitionen
- Mutter bezeichnet ausschließlich die leibliche Mutter.[3]
- Negro-afrikanische Abstammung setzt voraus, dass Vater oder Mutter oder Großmutter oder Großvater negro-afrikanischer Abstammung sind oder waren.[3]

## Staatsangehörigkeit

### Geburt
Alle Personen die vor dem 19. April 1971 in Sierra Leone geboren wurden oder dort den legalen Aufenthalt hatten und keine Angehörigkeit eines anderen Staates besaßen, wurden mit dem 19. April 1971 sierra-leonische Staatsbürger, vorausgesetzt, dass
- der Vater oder Mutter oder Großvater oder Großmutter[4] in Sierra Leone geboren wurde und
- die Person negro-afrikanischen Ursprungs ist.[1]

Jede Person die am oder nach dem 19. April 1971 in Sierra Leone geboren ist und die vorausgegangenen Vorgaben erfüllt, ist sierra-leonischer Staatsbürger.
Alle Personen die am oder vor dem 18. April 1971 außerhalb geboren wurden, jedoch die zuvor genannten Vorgaben erfüllen, sind sierra-leonische Staatsbürger.

### Abstammung
Jede Person die am oder nach dem 19. April 1971 außerhalb des Landes geboren wurde und dessen Vater sierra-leonischer Staatsbürger nach den vorher genannten Vorgaben vor dessen Tod gewesen wäre, ist sierra-leonischer Staatsbürger durch Abstammung.

### Sonstige
Jede Person deren Mutter eine sierra-leonische Staatsbürgerin auf Grundlage der vorher genannten Aspekte ist oder war und keine weitere Staatsangehörigkeit besitzt, ist sierra-leonischer Staatsbürger.

### Einbürgerung
Jeder Frau, die mit einem Sierra-Leoner verheiratet ist oder war, kann auf Antrag sierra-leonische Staatsbürgerin werden. Zudem kann jede Person, die am oder nach dem 18. April 1971 in Sierra Leone geboren wurde und von negro-afrikanischer Abstammung ist, einen Antrag auf Einbürgerung stellen, sofern eine Vielzahl an Vorgaben erfüllt wird (u. a. muss der Vater oder die Mutter ein Staatsbürger Sierra Leones gewesen sein).
Personen ohne negro-afrikanische Abstammung können nach frühestens 15 Jahren dauerhaftem legalen Aufenthalt in Sierra Leone einen Antrag auf Einbürgerung stellen.
Eingebürgerten Sierra-Leonern ist die Wahl in das Parlament untersagt.

## Mehrfache Staatsangehörigkeit und Verlust
Die Doppelte Staatsbürgerschaft ist für Sierra Leoner grundsätzlich verboten. Jeder sierra-leonische Staatsbürger, der 21 Jahre alt ist und eine weitere Staatsbürgerschaft hält, verliert vor dem 22. Geburtstag seine sierra-leonische Staatsangehörigkeit. Bei Annahme einer neuen Staatsangehörigkeit geht die sierra-leonische mit dem Tag der Annahme der weiteren Staatsangehörigkeit verloren.